# Som du vill ha mig (film, 1932)
Som du vill ha mig (engelska: As You Desire Me) är en amerikansk långfilm från 1932 i regi av George Fitzmaurice, med Greta Garbo, Melvyn Douglas, Erich von Stroheim och Owen Moore i rollerna.

## Rollista
| Greta Garbo        | – Zara aka Maria      |
| Melvyn Douglas     | – Count Bruno Varelli |
| Erich von Stroheim | – Carl Salter         |
| Owen Moore         | – Tony Boffie         |
| Hedda Hopper       | – Ines Montari        |
| Rafaela Ottiano    | – Lena                |
| Warburton Gamble   | – Baron               |
| Albert Conti       | – Captain             |
| William Ricciardi  | – Pietro              |
| Roland Varno       | – Albert              |